# Parafia św. Leonarda w Liwie
Parafia pw. Świętego Leonarda w Liwie – rzymskokatolicka parafia należąca do dekanatu Węgrów, diecezji drohiczyńskiej, metropolii białostockiej. Parafię prowadzą księża diecezjalni.

## Obszar parafii

### Miejscowości i ulice
W granicach parafii znajdują się miejscowości:

- Grodzisk,
- Karczewiec,
- Krypy,
- Liw,
- Połazie,
- Popielów,
- Rąbież,
- Sitarze
- Zawady

## Historia
Parafia powstała około 1350. Obecny murowany kościół w stylu neogotyckim, został zbudowany w latach 1905–1907 w pobliżu dawnego kościółka św. Leonarda Opata.